# Blackgaze
Blackgaze é um subgênero do black metal surgido no começo da década de 2000 através da fusão entre o black metal e os gêneros shoegaze e post-rock. O blackgaze apresenta tanto os riffs e os vocais do black metal norueguês, como nas bandas Burzum, Darkthrone e Mayhem, quanto os acordes noises e os vocais ecoantes do shoegaze, como em bandas como Chapterhouse, Lush, My Bloody Valentine, Ride e Slowdive. 

## História
Algumas das bandas precursoras do blackgaze são ainda da década de 90, como o Agalloch, o Arcturus, o Burzum, o Fleurety, o Forgotten Woods, o In the Woods..., o Nocte Obducta,  o Ulver e o Ved Buens Ende. Sendo dessas, mais expressantes, trabalhos como o Bergtatt - Et Eeventyr i 5 Capitler (1995) do Ulver e o Filosofem  (1996) do Burzum. Demais bandas são da década de 2000, como o Alcest, o Amesoeurs, o Callisto e o Wolves in the Throne Room. Atualmente a maioria das bandas do blackgaze são oriundas dos países França e Estados Unidos da América.

## Características
O blackgaze faz uso tanto dos riffs e dos vocais presentes no black metal norueguês, quanto dos acordes noises, que abusam de efeitos como chorus, delay, reverb e tremolo, e dos vocais ecoantes do shoegaze, que assim compõem a atmosfera melancólica do gênero. Algumas bandas com o tempo incorporaram cada vez mais influências do post-rock e do shoegaze, tendo algumas delas tomado o rumo do shoegaze e do post-rock, abandonando em definitivo o black metal. Outras bandas do blackgaze incorporam sonoridades típicas do Screamo e do Post-Hardcore, como por exemplo Oathbreaker, Deafheaven, Bosse-de-Nage e Harakiri for the Sky.

## Bandas relevantes
- Alcest[9]
- An Autumn for Crippled Children[10]
- Deafheaven[9]
- Fen[11]
- Lantlôs[12]
- MØL[13]
- Woods of Desolation[14]